# Jasper Löffelsend
Jasper Löffelsend (Köln, 1997. szeptember 10. –) német labdarúgó, az amerikai San Diego középpályása.

## Pályafutása
Löffelsend a németországi Köln városában született. Az ifjúsági pályafutását a Bergisch Gladbach 09 és az Union Rösrath csapatában kezdte, majd a Herkenrath 09 akadémiájánál folytatta.
2016-ban mutatkozott be a Herkenrath felnőtt keretében. 2018 és 2020 között több alacsonyabb osztályú klubnak volt a tagja, így például szerepelt a 19 Straelen, a Bonner, a Hennef 05 és a Wegberg-Beeck csapatában is. 2022. február 11-én szerződést kötött az észak-amerikai első osztályban szereplő Real Salt Lake együttesével. Először a 2022. február 28-ai, Houston Dynamo ellen 0–0-ás döntetlennel zárult mérkőzés 90+4. percében, Scott Caldwell cseréjeként lépett pályára. Első gólját 2022. július 31-én, a San Jose Earthquakes ellen idegenben 2–2-es döntetlennel végződő találkozón szerezte meg.
2024. január 10-én a Colorado Rapids szerződtette. December 11-én a San Diego a bővítési drafton megszerezte a játékjogát.